# 維柳尼奇
49°42′1″N 22°51′2″E / 49.70028°N 22.85056°E
維柳尼奇（烏克蘭語：Вілюничі），是烏克蘭西部的村莊，隸屬利維夫州的桑比爾區。該村面積0.63平方公里，海拔高度222米，2021年人口20，人口密度每平方公里131.54人。